# Il movimento della Terra
Il movimento della Terra (チ。―地球の運動について?, Chi: Chikyū no undō ni tsuite) è un manga scritto e disegnato da Uoto. La sua serializzazione è iniziata sulla rivista Weekly Big Comic Spirits di Shōgakukan nel settembre 2020 e si è conclusa nell'aprile 2022.
È ambientato in un mondo immaginario ispirato al XV secolo, dove la ricerca di teorie astronomiche in contrasto con la visione ufficiale della Religione C è considerata eretica. La narrazione si suddivide in più parti, ciascuna incentrata su diversi protagonisti ma legata dal filo conduttore della scoperta e della diffusione di una verità "proibita".

## Trama
La storia comincia nel Regno P, una realtà di fantasia collocata in un periodo simile al XV secolo. Qui la dottrina dominante proibisce severamente lo studio e la divulgazione di teorie che sostengano l'eliocentrismo (ossia la Terra che ruota attorno al Sole), considerandolo un atto eretico. La prima parte della vicenda è incentrata su Rafal, un ragazzo prodigio che si iscrive all'università a 12 anni, molto razionale ma al tempo stesso rapito dal fascino dell'ipotesi eliocentrica. L'incontro con Hubert, uno studioso accusato di eresia, lo spinge ad approfondire queste teorie, finché non viene denunciato dal padre adottivo e portato di fronte all'inquisizione. Rafal preferisce la morte anziché ritrattare le proprie convinzioni e si toglie la vita ingerendo semi di papavero.
Nella seconda parte, collocata dieci anni dopo, i duellanti Oczy e Gallus vengono incaricati di trasportare un prigioniero eretico, il quale muore rivelando l'ubicazione di documenti segreti su cui Hubert aveva lavorato. I due intraprendono un viaggio che li porta da un ex sacerdote degradato, Badeni, per interpretare il materiale. Le vicende prendono una piega drammatica quando Gallus muore durante il crollo di un ponte, lasciando a Oczy un ciondolo sferico che apparteneva a Rafal. Nel tentativo di completare la ricerca, il gruppo si allea con Jolanta, ricercatrice che lavora con il conte Piast, astronomo favorevole al confronto tra modelli geocentrico ed eliocentrico. Dopo varie osservazioni e la raccolta di dati sulle fasi di Venere, la teoria eliocentrica si consolida, ma l'inquisitore Nowak interviene, cattura e giustizia Oczy e Badeni. Antoni, un vescovo in contrasto con la crudeltà di Nowak, cerca di ostacolarlo senza però salvare tutti i coinvolti. Alcuni documenti vengono preservati da Grabowski, un sacerdote amico di Badeni.
La terza parte si svolge venticinque anni dopo, quando Schmidt, capitano della "Forza di Liberazione Eretica" guidata da Jolanta, cerca di recuperare il libro di Oczy. Per circostanze avverse, il volume finisce nelle mani di Draka, una donna rom che lo brucia per interesse personale, salvo poi unirsi al gruppo e recitarne a memoria i contenuti. L'obiettivo è diffondere con la stampa le idee sul moto terrestre, ma il piano li porta a uno scontro con Nowak, ormai di mezza età, e culmina nel sacrificio di Jolanta. Traditi da un infiltrato, Schmidt e i suoi compagni si immolano affinché Draka raggiunga la chiesa di Antoni, divenuto vescovo. Antoni coglie la potenzialità dell'eliocentrismo per il futuro della Chiesa, ma Nowak arriva, lo uccide e dà fuoco alla chiesa. Sia Draka che Nowak restano feriti a morte; Nowak comprende di aver perseguitato un'idea che forse non doveva essere distrutta, mentre Draka riesce a liberare un piccione con un messaggio vitale prima di morire.
La quarta parte è ambientata nel 1468, nel Regno di Polonia, dove fa la sua comparsa Albert Brudzewski, studente appassionato di astronomia. Attraverso flashback si scopre che il suo mentore, un certo Rafal (identico fisicamente al protagonista della prima parte, ma più maturo e fanatico), lo aveva spinto a interrogarsi sul cielo e sulle possibili nuove scoperte. Tuttavia, questo stesso Rafal arrivò a uccidere il padre di Albert pur di difendere la validità dell'eliocentrismo. Superato il trauma, Albert riprende a interessarsi al moto terrestre, destinato a diventare in futuro il mentore di Niccolò Copernico.

## Personaggi

### Parte 1
- Rafal (ラファウ, Rafau): Un prodigio entrato all'università a 12 anni dopo aver saltato un anno scolastico. È sempre stato guidato dalla razionalità, ma la scoperta della teoria eliocentrica lo affascina profondamente. La sua passione per la conoscenza lo spinge a rischiare la vita pur di non rinnegarla.
- Nowak (ノヴァク, Novaku): Un inquisitore che non è mosso da una fede specifica, ma crede fermamente che la sua missione sia mantenere la stabilità del Regno, anche attraverso metodi brutali. Tra le sue motivazioni c'è anche la protezione di sua figlia, che però non sa nulla della sua vera identità.
- Hubert (フベルト, Fuberuto): Uno studioso etichettato come "eretico" per le sue ricerche sul modello eliocentrico. Inizialmente finge di abiurare per poter continuare a lavorare, ma dopo aver incontrato Rafal decide di rivelargli la verità. Difenderà fino alla morte la propria ricerca.
- Potocki (ポトツキ, Pototsuki): Padre adottivo di Rafal, lo ha cresciuto con la speranza che seguisse un percorso più sicuro, lontano dalle idee pericolose. Quando Rafal inizia a interessarsi all'astronomia e al modello eliocentrico, cerca di convincerlo ad abbandonare questi studi, arrivando infine a denunciarlo alle autorità.

### Parte 2
- Oczy (オクジー, Okujī): Un abile duellante con una vista eccezionale, ma che nutre un'inspiegabile paura nel guardare il cielo. Ha una visione pessimistica della vita e non si aspetta nulla dal mondo, desiderando soltanto raggiungere il paradiso il prima possibile.
- Gras (グラス, Gurasu): Compagno di Oczy, ma con una visione della vita diametralmente opposta. Anche nei momenti più critici mantiene un atteggiamento ottimista, convinto che la sua fascinazione per Marte gli permetta di non perdere la speranza.
- Badeni (バデーニ, Badēni): Un sacerdote caduto in disgrazia, alla ricerca del "momento perfetto della vita". Nel suo desiderio di conoscenza ha trasgredito molte delle regole imposte dalla Chiesa, venendo punito con la cecità e l'esilio in un villaggio sperduto. Nonostante ciò, continua a possedere un vasto sapere.
- Jolenta (ヨレンタ, Yorenta): Un'astronoma brillante, inizialmente accolta sotto la protezione del conte Piast. Tuttavia, a causa del suo genere, le vengono negati i mezzi per esprimere il suo pieno potenziale scientifico. Scoprirà in seguito di essere la figlia di Nowak e diventerà la leader della "Forza di Liberazione Eretica".
- Kolbe (コルベ, Korube): Collega di Jolenta, pubblica le sue ricerche a nome proprio per proteggerla dalla discriminazione accademica nei confronti delle donne.
- Conte Piast (ピャスト伯, Pyasuto Haku): Un astronomo di grande fama, a capo della struttura di ricerca a cui appartiene Jolenta. Nonostante sia un fermo sostenitore del modello geocentrico, dedica la vita alla ricerca della verità sull'universo.
- Antoni (アントニ, Antoni): Un vescovo più moderato rispetto a Nowak, consapevole che la Chiesa dovrà inevitabilmente adattarsi ai cambiamenti. Ritiene che l'Inquisizione estrema possa danneggiare la religione più che proteggerla.

### Parte 3
- Draka (ドゥラカ, Duraka): Una donna rom cresciuta in una comunità nomade, dotata di un grande senso pratico e spirito imprenditoriale. Crede fermamente che il denaro possa risolvere ogni problema, convinzione nata dalla perdita di suo padre in giovane età. Inizialmente distrugge il "libro di Oczy" per trarne profitto, ma in seguito si unisce alla lotta eretica.
- Schmidt (シュミット, Shumitto): Capitano della Forza di Liberazione Eretica e uomo di assoluta fedeltà a Jolenta. Crede in un ritorno alla purezza originaria della conoscenza e vede la Chiesa come un ostacolo da abbattere. Attualmente si concentra sull'indebolire la fazione ortodossa.
- Dhruv (ドゥルーヴ, Durūvu): Zio di Draka e suo unico parente rimasto dopo la morte del padre. La incoraggia a vivere con convinzione, pur essendo pronto a qualsiasi compromesso pur di sopravvivere.

### Parte 4
- Albert Brudzewski (アルベルト・ブルゼフスキ, Aruberuto Buruzefusuki): Un giovane polacco che lavora in una panetteria. Un tempo appassionato studioso, ha perso ogni interesse per la conoscenza dopo un evento traumatico. Tuttavia, si riavvicinerà gradualmente alla ricerca sui moti terrestri e diventerà una guida per Copernico.
- Rafal: Una figura che porta lo stesso nome e aspetto del giovane Rafal, ma con una mentalità estremista e fanatica. È convinto che la ricerca della verità giustifichi qualsiasi mezzo, anche la violenza. Il suo approccio alla conoscenza è diventato ossessivo, al punto da sacrificare ogni cosa per la sua causa.

## Creazione e sviluppo
Dopo aver disegnato il manga Hyakuemu, incentrato su un club giovanile, Uoto desiderava un manga più cupo, in cui la violenza fisica si intrecciasse con la nascita di una rivoluzione scientifica. L'idea del passaggio dal geocentrismo all'eliocentrismo si è rivelata fin da subito ricca di potenzialità drammatiche. Il curatore editoriale di Big Comic Spirits, Chiyoeda Shuhei, ha creduto nel progetto, ritenendo che il tema "verità contro dogma" potesse coinvolgere un vasto pubblico.
L'ambientazione si ispira all'Europa medievale e alla transizione dal geocentrismo all'eliocentrismo, tuttavia sono presenti anacronismi relativi alle armi e alle forme di datazione, oltre a una rappresentazione molto drammatizzata dell'Inquisizione. Uoto stesso ha dichiarato che l'opera non ambisce a un resoconto storico-scientifico rigoroso, bensì a enfatizzare lo scontro tra ricerca della verità e repressione dogmatica.
Per il titolo Uoto scelse la parola chi scritta in katakana (チ). In questo modo chi può assumere tre significati: il primo è "terra", il secondo è "conoscenza" e il terzo è "sangue" Inoltre, L'inserimento del punto "。" allude allo stato fermo della Terra, messa però in "movimento" dall'ipotesi eliocentrica. L'autore ha scelto un titolo breve e con un punto finale non solo per renderlo visivamente distintivo, ma anche per rendere più difficile la ricerca online. Questo ha due scopi: da un lato, impedire a sé stesso di essere influenzato dai commenti esterni; dall'altro, spingere i lettori a formarsi un'opinione personale sul manga senza essere condizionati dalle recensioni o dai giudizi altrui.

## Media

### Manga
Il manga è stato serializzato su Weekly Big Comic Spirits di Shōgakukan dal 14 settembre 2020 al 18 aprile 2022, con gli otto volumi tankōbon pubblicati tra l'11 dicembre 2020 e il 30 giugno 2022. L'opera è edita in formato omnibus (due volumi in uno) da Seven Seas Entertainment per il mercato anglofono, mentre in Italia è pubblicata da Dynit.

### Anime
Nel giugno 2022 è stato annunciato un adattamento anime prodotto dallo studio Madhouse, trasmesso su NHK General TV in 25 episodi dal 5 ottobre 2024 al 15 marzo 2025; i primi due episodi sono stati trasmessi consecutivamente. La sigla di apertura è Kaijū del gruppo Sakanaction, mentre le sigle di chiusura sono Aporia e Hebi, eseguite da Yorushika. Netflix ne ha trasmesso la visione in simulcast mondiale.
| Nº | Titolo italiano Giapponese 「Kanji」 - Rōmaji - Traduzione letterale                                                    | In onda          | In onda |
| Nº | Titolo italiano Giapponese 「Kanji」 - Rōmaji - Traduzione letterale                                                    | Giapponese       |         |
| 1  | Eliocentrismo. Che ne dici? 「『地動説』、とでも呼ぼうか」 – "Chidōsetsu, to Demo Yobō ka"                              | 5 ottobre 2024   |         |
| 2  | E ora... Sposterò la Terra 「Ima Kara, Chikyū o Ugokasu」 – "今から、地球を動かす"                                      | 5 ottobre 2024   |         |
| 3  | Io... Credo nell'eliocentrismo 「Boku wa, Chidōsetsu o Shinjitemasu」 – "僕は、地動説を信じてます"                      | 12 ottobre 2024  |         |
| 4  | Il fatto che questo mondo sia... 「Kono Chikyuu wa, Tengoku Nanka...」 – "この地球は、天国なんかよりも美しい"           | 19 ottobre 2024  |         |
| 5  | Anche se muoio... Questo mondo... 「Watashi ga Shindemo Kono Sekai wa...」 – "私が死んでもこの世界は続く"               | 26 ottobre 2024  |         |
| 6  | Muovi... Il mondo 「Sekai o, Ugokase」 – "世界を、動かせ"                                                               | 2 novembre 2024  |         |
| 7  | Questioni di verità 「Shinri no Tamenara」 – "真理のためなら"                                                           | 9 novembre 2024  |         |
| 8  | Dobbiamo diventare Icaro 「Ikarosu ni Naraneba」 – "イカロスにならねば"                                                 | 16 novembre 2024 |         |
| 9  | Questo è ciò che significa imparare 「Kitto Sore ga, Nanika o Shiru to Iu...」 – "きっとそれが、何かを知るということだ" | 23 novembre 2024 |         |
| 10 | Verità 「Chi」 – "『知』"                                                                                               | 30 novembre 2024 |         |
| 11 | Terrore 「Chi」 – "『血』"                                                                                              | 7 dicembre 2024  |         |
| 12 | L'eliocentrismo è la mia fede 「Ore wa, Chidōsetsu o Shinkō Shi Teru」 – "俺は、地動説を信仰してる"                     | 14 dicembre 2024 |         |
| 13 | Libertà 「Jiyū o」 – "『自由』を"                                                                                       | 21 dicembre 2024 |         |
| 14 | Il cielo di stasera... 「Kyō no Kono Sora wa」 – "今日のこの空は"                                                       | 28 dicembre 2024 |         |
| 15 | È... Il mio turno? 「Watashi no, Banna no Ka?」 – "私の、番なのか？"                                                    | 4 gennaio 2025   |         |
| 16 | È ora di iniziare l'operazione 「Kōdō o Kaishi Suru」 – "行動を開始する"                                                | 11 gennaio 2025  |         |
| 17 | Potrei fare un sacco di soldi... 「Kono Hon de Dai Kasegi Dekiru, Kamo」 – "この本で大稼ぎできる、かも"                 | 18 gennaio 2025  |         |
| 18 | Per liberare l'informazione 「Jōhō o Kaihō Suru」 – "情報を解放する"                                                    | 25 gennaio 2025  |         |
| 19 | Vagare è come trovare ciò che è giusto 「Mayoi no Naka ni Rinri ga Aru」 – "迷いの中に倫理がある"                       | 1 febbraio 2025  |         |
| 20 | Amo l'eliocentrismo 「Watashi wa, Chidōsetsu o Aishite Iru」 – "私は、地動説を愛している"                               | 8 febbraio 2025  |         |
| 21 | I tempi stanno cambiando 「Jidai wa Kawaru」 – "時代は変わる"                                                           | 15 febbraio 2025 |         |
| 22 | Nessuno di voi sarà conosciuto... 「Kimi-ra wa Rekishi no Tōjō Jinbutsu...」 – "君らは歴史の登場人物じゃない"           | 22 febbraio 2025 |         |
| 23 | Compagni 「Onaji Jidai o Tsukutta Nakama」 – "同じ時代を作った仲間"                                                     | 1 marzo 2025     |         |
| 24 | Thaumazein 「Taumazein o」 – "タウマゼインを"                                                                           | 8 marzo 2025     |         |
| 25 | Domanda | 15 marzo 2025    |         |

## Accoglienza
Il movimento della terra evidenzia il conflitto fra conoscenza scientifica e autorità religiosa e insiste sul dualismo tra ragione e dogma. Esplora anche il senso di meraviglia e la persistenza delle idee nonostante le persecuzioni.
Il manga è stato utilizzato come elemento narrativo in due videoclip musicali del gruppo Amazarashi: 1.0 e Cassiopeia Mooring. Inoltre, nell'autunno 2022 si è svolta una mostra congiunta dedicata a Chi e Hyakuemu presso la Galleria GOFA di Tokyo.

### Riconoscimenti
La serie ha ottenuto numerosi riconoscimenti ed elogi da artisti del fumetto come Hitoshi Iwaaki e Shin Takahashi. È stata nominata al 14º Manga Taishō (2021), piazzandosi seconda con 67 punti, e al 15º (2022), dove ha conquistato il quinto posto con 59 punti. Nel 2021 ha raggiunto la decima posizione nella categoria "stampa" ai Next Manga Award e si è classificata 37ª nella lista "Book of the Year" della rivista Da Vinci, salendo al 21º posto nel 2022. È risultata seconda nella categoria per lettori di sesso maschile di Kono manga ga sugoi! 2022 e ha vinto il Mandō Kobayashi Manga Grand Prix 2021. Tra le altre candidature figura anche quella al 67º e al 68º Premio Shōgakukan per i manga (categoria generale) e al 46º Premio Kōdansha per i manga (2022). L'opera ha inoltre ottenuto il 26º Premio culturale Osamu Tezuka nel 2022, il 54º Premio Seiun (miglior fumetto) nel 2023 e il 18º premio speciale della Società Giapponese di Storia della Scienza nel 2024.